# Indochiny (film)
Indochiny (fr. Indochine) – francuski melodramat wojenny w reżyserii Régisa Wargniera z 1992 roku. Francuska wersja opery Madame Butterfly. Obraz nagrodzony Oscarem dla najlepszego filmu nieanglojęzycznego.

## Treść
Akcja toczy się w Indochinach lat 30. XX wieku. Francuska kolonistka Éliane, osiadła w Kochinchinie wraz z ojcem i adoptowaną córką – Camille, prowadzi wielką, dochodową plantację drzew kauczukowych. Na jednej z aukcji Éliane poznaje młodego francuskiego oficera Jeana-Baptiste Le Guena, z którym przeżywa krótki romans. W tym czasie jej córka Camille również się w nim zakochuje i porzucając dom oraz aktualnego narzeczonego, wyrusza do Tonkinu, gdzie stacjonuje oddział Jeana. Éliane rusza jej śladem. Dzieje ich zakazanej miłości przedstawiono na tle burzliwej historii Wietnamu: narastania oporu przeciw Francuzom, wydarzeń II wojny światowej, powstania wyzwoleńczego i upadku francuskiego kolonializmu.

## Obsada
- Catherine Deneuve jako Éliane Devries
- Linh Dan Pham jako jej adoptowana córka Camille
- Vincent Pérez jako por. Jean-Baptiste Le Guen
- Jean Yanne jako Guy Asselin, funkcjonariusz sił bezpieczeństwa
- Eric Nguyen jako Thanh, młody nacjonalista wietnamski
- Henri Marteau jako Émile Devries, ojciec Éliane
- Carlo Brandt jako Castellani, inspektor policji kolonialnej
- Alain Fromager  jako Dominique, zarządca plantacji Éliane
- Dominique Blanc jako Yvette, jego żona
- Gerard Lartigau jako admirał
- Hubert Saint-Macary jako Raymond
- Andrzej Seweryn jako oficer Hébrard